# Santa-Reparata-di-Moriani
Santa-Reparata-di-Moriani est une commune française située dans la circonscription départementale de la Haute-Corse et le territoire de la collectivité de Corse. Elle appartient à l'ancienne piève de Moriani.

## Urbanisme

### Typologie
Au 1er janvier 2024, Santa-Reparata-di-Moriani est catégorisée commune rurale à habitat très dispersé, selon la nouvelle grille communale de densité à sept niveaux définie par l'Insee en 2022.
Elle est située hors unité urbaine et hors attraction des villes,.

### Occupation des sols
L'occupation des sols de la commune, telle qu'elle ressort de la base de données européenne d’occupation biophysique des sols Corine Land Cover (CLC), est marquée par l'importance des forêts et milieux semi-naturels (100,1 % en 2018), une proportion identique à celle de 1990 (100 %). La répartition détaillée en 2018 est la suivante : 
forêts (70,8 %), espaces ouverts, sans ou avec peu de végétation (15,8 %), milieux à végétation arbustive et/ou herbacée (13,5 %). L'évolution de l’occupation des sols de la commune et de ses infrastructures peut être observée sur les différentes représentations cartographiques du territoire : la carte de Cassini (XVIIIe siècle), la carte d'état-major (1820-1866) et les cartes ou photos aériennes de l'IGN pour la période actuelle (1950 à aujourd'hui).

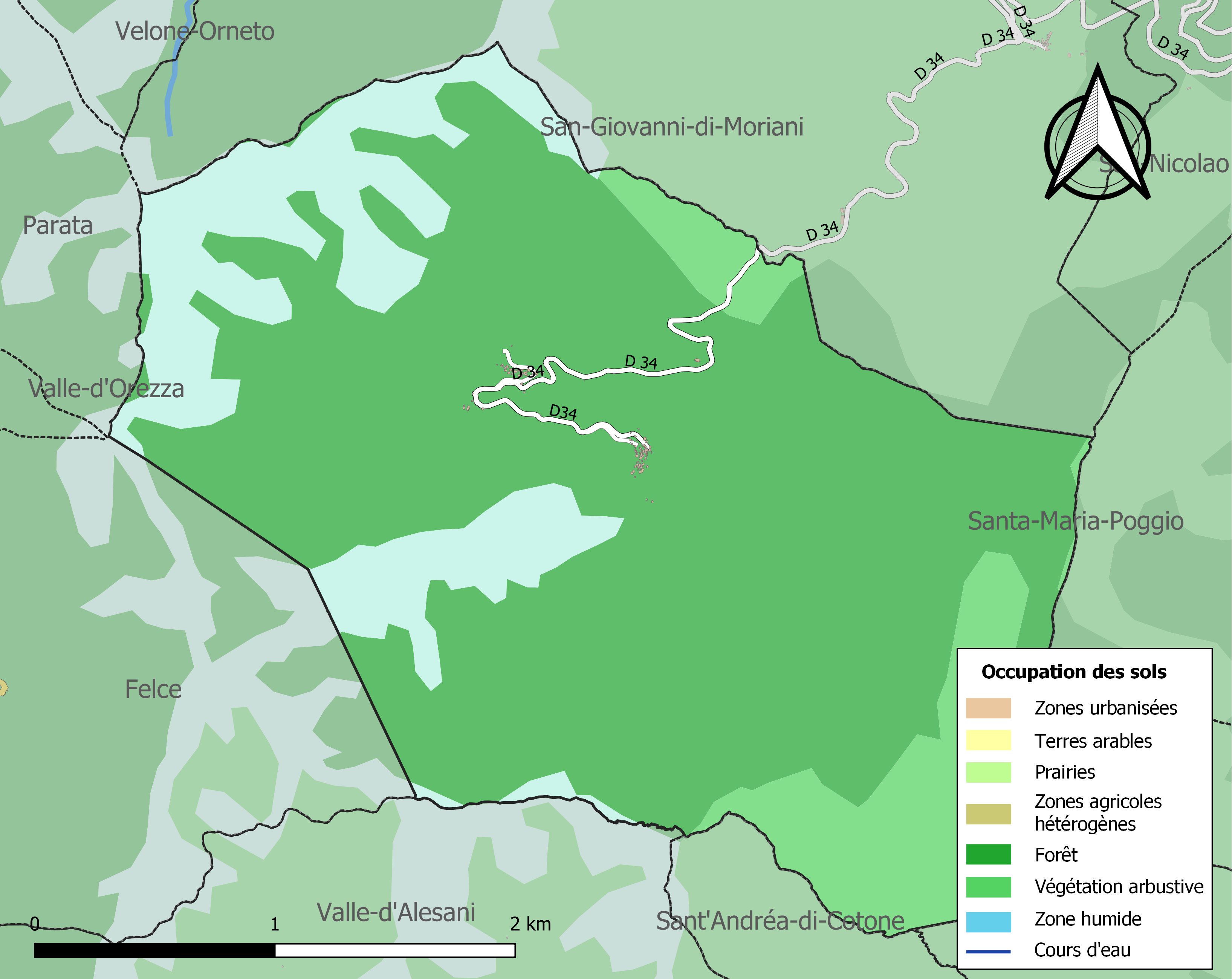
Carte des infrastructures et de l'occupation des sols de la commune en 2018 (CLC).

## Politique et administration
| Période                                  | Période  | Identité                  | Étiquette | Qualité    |
| ---------------------------------------- | -------- | ------------------------- | --------- | ---------- |
| avant 1981                               | 2008     | René Dominique Silvagnoli | PRG       |            |
| mars 2008                                | 2014     | Camille Dominici          |           |            |
| mars 2014                                | 2020     | Marc Audouard             | DVG       | Professeur |
| 2020                                     | En cours | Paul Pascal Silvagnoli    |           | Maçon      |
| Les données manquantes sont à compléter. |          |                           |           |            |

## Démographie
L'évolution du nombre d'habitants est connue à travers les recensements de la population effectués dans la commune depuis 1800. Pour les communes de moins de 10 000 habitants, une enquête de recensement portant sur toute la population est réalisée tous les cinq ans, les populations de référence des années intermédiaires étant quant à elles estimées par interpolation ou extrapolation. Pour la commune, le premier recensement exhaustif entrant dans le cadre du nouveau dispositif a été réalisé en 2004.

En 2022, la commune comptait 56 habitants, en évolution de +9,8 % par rapport à 2016 (Haute-Corse : +5,15 %, France hors Mayotte : +2,11 %).
| 1800 | 1806 | 1821 | 1831 | 1836 | 1841 | 1846 | 1851 | 1856 |
| ---- | ---- | ---- | ---- | ---- | ---- | ---- | ---- | ---- |
| 423  | 441  | 376  | 447  | 470  | 519  | 501  | 498  | 491  |

| 1861 | 1866 | 1872 | 1876 | 1881 | 1886 | 1891 | 1896 | 1901 |
| ---- | ---- | ---- | ---- | ---- | ---- | ---- | ---- | ---- |
| 490  | 473  | 489  | 477  | 473  | 420  | 418  | 507  | 374  |

| 1906 | 1911 | 1921 | 1926 | 1931 | 1936 | 1946 | 1954 | 1962 |
| ---- | ---- | ---- | ---- | ---- | ---- | ---- | ---- | ---- |
| 344  | 362  | 304  | 253  | 249  | 294  | 225  | 206  | 143  |

| 1968 | 1975 | 1982 | 1990 | 1999 | 2004 | 2006 | 2009 | 2014 |
| ---- | ---- | ---- | ---- | ---- | ---- | ---- | ---- | ---- |
| 130  | 83   | 51   | 37   | 43   | 45   | 48   | 43   | 50   |

| 2019 | 2022 | - | - | - | - | - | - | - |
| ---- | ---- | - | - | - | - | - | - | - |
| 60   | 56   | - | - | - | - | - | - | - |

## Lieux et monuments
L'église paroissiale Sainte-Réparate, en cours de construction en 1609 avec la participation des maîtres maçons lucquois Piscagla, fils de Gabriello et Stefano, fils de Giovanni (A. D. Corse-du-Sud - 3 E 150), compte un seul autel en 1646, comme le mentionne Monseigneur Marliani, évêque de Mariana et Accia, dans son rapport de visite pastorale. Menaçant ruine en 1740, ainsi que le fait observer Monseigneur Saluzzo dans sa relation de visite, elle est l'objet d'une importante campagne de travaux au cours de la seconde moitié du XVIIIe siècle : elle est agrandie et reçoit un couvrement voûté. Restaurée au cours de la seconde moitié du XIXe siècle, elle est l'objet, au cours du XXe siècle, de multiples travaux d'entretien.